# Львівсько-Сандомирська операція
Льві́всько-Сандо́мирська наступа́льна опера́ція — стратегічна наступальна операція Червоної армії проти об'єднаних німецько-угорських військ, метою якої було визволення Західної України та Південної Польщі.

## Передісторія
Вдалі військові операції радянських командирів в Україні та Білорусі призвели до значних втрат Вермахту. Нестача людської сили на фронтах змусила німецьких воєначальників відправити на фронти дивізії СС, які до того часу брали участь в анти-партизанських акціях на окупованих Третім рейхом територіях.
Станом на 13 липня 1944 року лінія фронту в Західній Україні проходила по лінії Ковель — Тернопіль — Коломия. Німецьке командування віддало наказ про побудову трьох ліній укріплень з дотами та бункерами, однак через стрімкий наступ радянських військ було побудовано лише дві.
З квітня до червня 1944 року радянське командування перегрупувало частини Червоної Армії по всій ширині 500-от кілометрового фронту, підсилювало новими дивізіями, будувало мости та ремонтувало дороги для збільшення прохідної можливості своїх військ. План наступу передбачав нанесення двох ударів з метою прориву німецької лінії укріплень: удар третьою гвардійською та тринадцятою арміями з півдня Волині в напрямі на Раву-Руську, й удар 60-ю та 38-ю арміями з Тернополя в напрямку Львова. Після прориву фронту в коридори мали ввійти бронетанкові та механізовані дивізії з метою взяти в оточення німецькі війська в районі міста Броди, та знищити їх. План був затверджений командуванням 1-го Українського фронту 10 липня; початок здійснення наступу призначено на 13 липня.

## Сили сторін

### СРСР
Радянські війська ретельно готувалися до операції: було створено величезну військову формацію чисельністю близько 1,2 мільйона солдатів з двома тисячами танків та кількома сотнями «Катюш» під командуванням маршала Конєва. Всього 1-й Український фронт нараховував близько 80-ти стрілецьких та кавалерійських дивізій, 10 механізованих корпусів та 4 окремі танкові бригади. Наступ мала підтримати 2-га повітряна армія генерала Красовського, 9-та гвардійська авіаційна дивізія під командуванням Покришкіна, та 8-ма повітряна армія генерала Жданова, яка щойно прибула з Криму.

### Третій Рейх
На обороні стояла німецька група армій «Північна Україна» з штабом у Львові. Вона була значно послаблена, адже німецьке командування перекинуло 6 дивізій на білоруський фронт. У квітні 1944 року пост командувача «Північної України» перейняв від генерал-фельдмаршала Еріха фон Манштейна генерал-фельдмаршал Модель. До складу групи армій «Північна Україна» входили: 1-ша та 4-та танкові дивізії, 1-ша польова угорська армія, що нараховувала близько 30 піших, 5 танкових, одну моторизовану дивізію та 14-ту дивізію Ваффен-СС «Галичина» під командуванням генерала Гауффе. Німці могли протиставити радянським військам 900 тис. солдатів, 900 танків та кілька сотень літаків, які однак, участі в обороні не брали, через брак бензину.

## Дії партизан під час офензиви

### Радянські партизани
На початку 1944 року на території Західної України активізувалися радянські партизани. Вже в квітні загальна кількість партизанських з'єднань сягала 9-ти тисяч людей. Партизани знищували окремі німецькі з‘єднання, саботували будівництво укріплень, атакували конвої з харчами та зброєю.

### Армія Крайова
Окремі відділення польської Армії Крайової діяли на території Волині, Полісся та Галичини з квітня 1943. За доповіддю командира радянських партизанів, бійці Армії Крайової чисельністю до 3 тис. чоловік атакували Постави та знищили до 400 німецьких солдатів та поліцаїв. Влітку 1944, у зв'язку з наближенням радянських військ, на територію Західної України, польські повстанці активізувались, а під час Львівсько-Сандомирського наступу допомагали Червоній Армії у боях за Львів.
21 липня, коли радянські танкові частини підходили до Львова, керівники Армії Крайової віддали наказ про початок Львівського повстання, під кодовою назвою «Буря у Львові» («Burza we Lwowie»).
Радянське командування ставилось до бійців Армії Крайової як до «націоналістичних банд-угрупувань», які треба винищувати. Командирам радянських партизанських груп було наказано знищити керівників, а бійців використовувати в боях з німцями. У випадку відмови співпрацювати, усіх вояків роззброїти та розстріляти.

## Радянська підготовка до наступу
З квітня до червня 1944, радянське командування перегрупувало частини ЧА по всій ширині 500-от кілометрового фронту, підтягало нові дивізії, будувало мости та ремонтувало дороги, для збільшення прохідної можливості своїх військ. План наступу передбачав нанесення двох ударів, з метою прориву німецької лінії укріплень: удар 3-ю гвардійською та 13-ю арміями з півдня Волині в напрямі на Рава-Руську, й удар 60-ю та 38-ю арміями з Тернополя в напрямку Львова. Після прориву фронту, в коридори мали ввійти бронетанкові та механізовані дивізії з метою взяти в обценьки німецькі війська в районі міста Броди, та знищити їх. План був затверджений командуванням 1-го Українського фронту 10 липня; початок здійснення наступу призначено на 13 липня. Радянські війська ретельно готувалися до операції: було створено величезну військову формацію чисельністю близько 1,2 мільйона солдатів з двома тисячами танків та кількома сотнями «Катюш» під командуванням маршала Конєва. Всього 1-й Український фронт нараховував близько 80-ти стрілецьких та кавалерійських дивізій, 10 механізованих корпусів та 4 окремі танкові бригади. Наступ мала підтримати 2-га повітряна армія генерала Красовського, 9-та гвардійська авіаційна дивізія під командуванням Покришкіна, та 8-ма повітряна армія генерала Жданова, яка щойно прибула з Криму. 

На обороні стояла німецька група армій «Північна Україна» з штабом у Львові. Вона була значно послаблена, адже німецьке командування перекинуло 6 дивізій на білоруський фронт. У квітні 1944 року пост командувача «Північної України» перейняв від генерал-фельдмаршала Еріха фон Манштейна генерал-фельдмаршал Модель. До складу групи армій «Північна Україна» входили: 1-ша та 4-та танкові дивізії, 1-ша польова угорська армія, що нараховувала близько 30 піших, 5 танкових, одну моторизовану дивізію та 14-ту дивізію СС «Галичина» під командуванням генерала Гауффе. Німці могли протиставити радянським військам 900 тис. солдатів, 900 танків та кілька сотень літаків, які однак, участі в обороні не брали, через брак бензину. 

Станом на 13 липня лінія фронту в Західній Україні проходила по лінії Ковель-Тернопіль-Коломия. Німецьке командування віддало наказ про побудову трьох ліній укріплень з дотами та бункерами, однак через стрімкий наступ радянських військ було побудовано лише дві.

### УПА
У німецькій армії, а особливо в штабі дивізії СС «Галичина» політичне виховання було заповнення темами проти УПА, де український повстанський рух зображувався як щось небезпечне та шкідливе. Наприклад, звертаючись до українського населення, губернатор Галичини О.Вехтер звинуватив повстанців у тому, що вони стали союзниками більшовиків і зрадниками свого народу. Однак більшість солдатів дивізії мали рідних в рядах УПА, деякі з «дивізійників» були упівцями, тому не обійшлося без арештів прихильників повстанців.
Німецьке командування було проінформовано про наявність відділів УПА в районі м. Броди. 15 липня, коли німецька армія опинилась на межі знищення, було здійснено спробу зв'язатись з повстанцями для спільних бойових дій проти Червоної Армії, однак усі спроби були саботовані солдатами дивізії СС «Галичина». Після розгрому німецької армії під Бродами, деякі солдати дивізії приєдналися до куренів УПА.

## Початок операції. Бій під Бродами

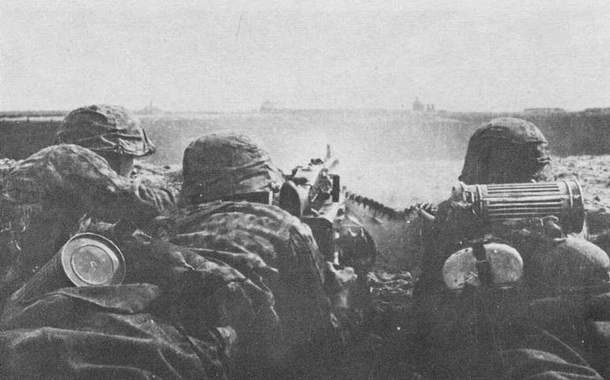
Солдати дивізії СС «Галичина»

Згідно з планом, 13 липня 1944 року, після артилерійського обстрілу та бомбардування німецьких позицій, війська 1-го Українського фронту перейшли у наступ у львівському та рава-руському напрямках. Після кровопролитного для обидвох сторін бою, оборонні лінії німців були прорвані, а частини 3-ї гвардійської та 13-ї радянських армій просунулись на 20 км від лінії фронту. З меншим успіхом наступали 60-та та 38-ма армії на півдні, натрапивши на контрудар німецьких панцерних дивізій. Все ж таки, 60-й армії під командуванням генерала Курочкіна вдалося створити так званий «Колтівський коридор», довжиною 20 км та шириною близько 6 км, завдяки якому в тили німців почали просуватися частини 3-ї гвардійської дивізії а потім і 4-та танкова армія. Радянська авіація бомбила німецькі позиції впродовж усього бою, а німецький повітряний флот не зміг вилетіти через брак бензину.
16-го липня маршал Конєв кидає в бій 4-ту танкову армію під командуванням генерала Лелюшенка, однак через контрудари німецьких частин 17-го та 18-го липня, танкова армія Лелюшенка була зупинена та скована боєм. Після запеклих боїв, частинам Червоної Армії все ж вдається перейти вглиб німецької території, та взявши в кільце сили XIII-го армійського корпусу Артура Гауффе, спробували знищити їх. Проте, зазнавши  катастрофічних втрат під час бою під Бродами 13-23 липня від оточених німецьких і української дивізій, радянські війська не змогли розгромити їх повністю, втратили час - тому багато бійців із легкою зброєю і без техніки змогли  вислизнути з більшовицького оточення. Радянські підрозділи перегрупувалися і продовжили наступ на Львів, проте завдяки мужньому опору, насамперед вояків української дивізії, плани операції було зірвано, а терміни перенесено. За даними радянських джерел, у бою під Бродами загинуло близько 38 тис. німецьких солдатів, іще близько 17 тис. здалось у полон. Разом з солдатами в полон здалися генерали Гауфе, Ліндеман і Недтвіг.
Отже, після завершення Битви під Бродами, командувачі 1-го Українського фронту перегрупували сили та розпочали наступ на Львів та Перемишль. 23 липня, радянські війська форсували р. Сан та захопили території навколо Ярослава. 1-ша гвардійська дивізія під командуванням Катукова швидко наступала й опинилась на території Польщі, допомагаючи військам 1-о Білоруського фронту зайняти Люблін. Спроба радянського командування зайняти Львів танковими арміями закінчується невдачею, тому воно підводить частини 60-ї та 38-ї армій. 27 липня, при підтримці польських повстанців, радянські війська захоплюють Львів та Перемишль. На станіславському напрямку частини 1-ї гвардійської та 18-ї армій входять у Галич 24 липня, у Станіслав — 27 липня.

## Продовження наступу. Бої на Віслі

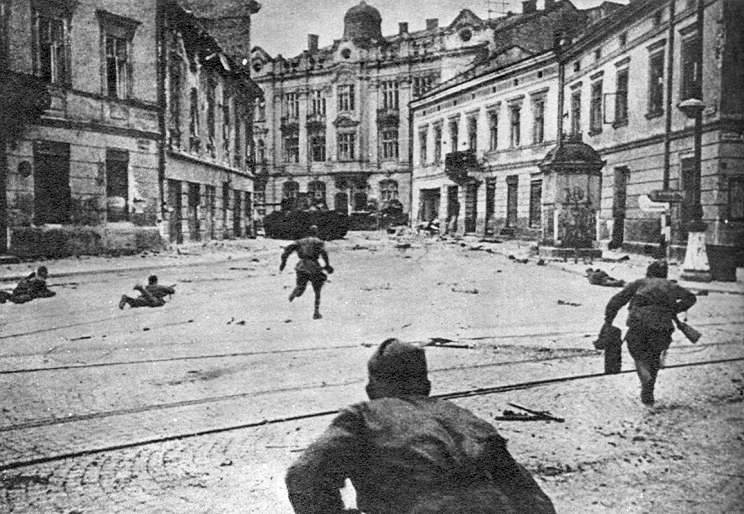
Радянські солдати у Львові

Для створення фронту оборони на Віслі німецьке командування почало перевозити додаткові дивізії з інших ділянок фронту та з Німеччини. У відповідь, радянським командуванням був створений 4-й Український фронт, до складу якого увійшли 18-та, 1-ша гвардійська та 8-ма повітряна армії.
29 липня, 1-ша гвардійська армія розгромила німецькі частини в районі Аннополя, однак через завзяті контрудари німців вимушена була відступити. 1-ша танкова та 13-та армії діяли більш вдало, було захоплено плацдарми на Віслі, розпочалося форсування річки. Спроби 17-ї німецької армії завдати контрудару у напрямку Майдану 31 липня завершилися невдачею. 3 серпня німецьке командування повторило спробу контрудару в напрямку Барануву. Контрудар був відбитий резервними частинами радянського фронту — 5-ю гвардійською армією. 10 серпня радянські війська були вже за 60 км від лінії фронту станом на початок наступу.
Вранці 11 серпня німецькі війська завдали контрудар у напрямку Сташув. 13 серпня їм вдалося просунутися на 8-10 км та оволодіти районом Шідлув. Однак їхні спроби розвинути удар в напрямку Баранува успіху не мали. Не домігшись суттєвого успіху в районі Сташува, німецьке командування вирішило завдати контрудару у напрямку Стопніца 13 серпня. Тут німці вперше застосували свої нові важкі танки «Королівський Тигр». Однак, перша операція «Королівських Тигрів» зазнала повного провалу — німці втратили 12 танків, з яких 3 були захоплені радянськими солдатами. У результаті командир німецького 501 окремого батальйону важких танків майор фон Легат був знятий з посади. 14 серпня радянські війська оточили Сандомир і на наступний день взяли місто.
Німецьке командування розробило новий план, згідно з яким німецькі корпуси мали оточити ворога та знищити його в районі Лагува. Після наполегливих боїв німецьким таким частинам вдалося захопити гірський кряж на північному заході Опатува та прорвати оборону 13-ї радянської армії на 6-7 км. В результаті відповідних ударів 3-х радянських армій значна частина німецьких сил була оточена та знищена. На цьому закінчилися спроби німецького командування скинути радянські війська із західного берега Вісли в районі Сандомира. Радянський плацдарм був розширений до 120 км по фронту і до 50 км в глибину.
Війська лівого крила фронту у складі 60-й та 38-ї армій намагалися розвинути наступ на захід, однак значних успіхів вони також не домоглися. 23 серпня 60-та армія спільно з військами 5-ї гвардійської армії опанувала містом Дембіца. 29 серпня війська 1-го Українського фронту перейшли до оборони.
Одночасно наступальні дії проти німецько-угорських військ на карпатському напрямку вели війська 4-го Українського фронту. З 1 по 19 серпня німецько-угорське командування додатково додало до складу 1-ї угорської армії сім піхотних дивізій, заздалегідь створивши по лінії фронту міцні укріплення, які проходили по висот і берегів річок. Просування військ 4-го Українського фронту проходило досить повільно. 5 серпня частини 1-ї гвардійської армії зайняли місто Стрий, наступного дня оволоділи Дрогобичем. 15 серпня наступ радянських військ було зупинено.

## Підсумки наступу
В результаті Львівсько-Сандомирської операції радянські війська зайняли Західну Україну та частину Польщі. В ході операції, група німецьких армій «Північна Україна» зазнала значних втрат, і пізніше була реорганізована. Перед евакуацією, німецькі війська залишили значну кількість зброї та техніки бійцям УПА. Більша частина цієї зброї була передана упівцям ще задовго до початку наступу бійцями дивізії СС «Галичина». Деякі вояки дивізії, після розгрому приєднались до повстанців.
Незважаючи на значні втрати, Червона армія розгромила значні угрупування німецьких військ в Західній Україні та на півдні Польщі, а також захопило величезні плацдарми, що були використані в подальших операціях.